# Осадчук Володимир Степанович
Володи́мир Степа́нович Осадчу́к (9 березня 1938, Ярославль — 25 вересня 2024) — український науковець, фахівець у галузі електроніки, доктор технічних наук (1979), професор (1982), академік Академії інженерних наук України (1992), заслужений діяч науки і техніки України (2008).

## Життєпис
Володимир Степанович Осадчук народився 9 березня 1938 року в м. Ярославлі (Російська Федерація) в сім'ї робітників. У 1955 році закінчив середню школу у м. Житомир. У 1957 р. вступив на радіотехнічний факультет Київського політехнічного інституту (КПІ). В 1966 році направлений на роботу до Вінницького філіалу Київського політехнічного інституту (ВФ КПІ).
У шлюбі: Осадчук Марія Луківна (*1939)
Діти: дочка Олена Осадчук-Кьоніг (*1964)
син Олександр Осадчук (*1969)

## Професійна діяльність
1955—1957 — лаборант кафедри фізики Житомирського педагогічного інституту.
1962—1965 — аспірант кафедри діелектриків і напівпровідників Київського політехнічного інституту.
1966 — захистив кандидатську дисертацію за спеціальністю «Діелектрики та напівпровідники» у КПІ та здобув науковий ступінь кандидата технічних наук.
1966 — асистент кафедри енергетики Вінницького філіалу КПІ.
1967—2009  — завідувач кафедри електронних приладів і радіотехніки.
1972—1973 — заступник директора Вінницького філіалу КПІ з наукової роботи.
1972 — започаткував наукову школу з дослідження фізичних процесів та явищ у напівпровідниках та напівпровідникових приладах у широкому діапазоні частот та розроблення на основі цих явищ нового класу мікро- та наноелектронних приладів.
1975—1980 — декан факультету автоматики та обчислювальної техніки.
1979 — захистив докторську дисертацію за спеціальністю «Елементи та пристрої обчислювальної техніки та систем керування» та отримав науковий ступінь доктора технічних наук.
1980—1987 — проректор з наукової роботи Вінницького політехнічного інституту (ВПІ).
1982 — професор кафедри електронних приладів.
1992 — академік Академії інженерних наук України.
2009—2015 — професор кафедри електроніки Вінницького політехнічного інституту (ВНТУ).
2016 — до сьогодні — професор кафедри радіотехніки ВНТУ.

## Наукові ступені та вчені звання
1966 — кандидат технічних наук
1979 — доктор технічних наук
1982 — присуджено вчене звання професора
1992 — академік Академії інженерних наук України

## Звання та нагороди
1970 — нагороджено медаллю «За доблесну працю. В ознаменування 100-річчя від дня народження В. І. Леніна»
1979 — за досягнуті успіхи у навчально-виховній роботі занесений на обласну Дошку Пошани
1981, 1983 — нагороджено бронзовими медалями ВДНГ СРСР
1982, 1983 — нагороджено Почесними грамотами МОН України
1983, 1985 — нагороджено Почесними грамотами Вінницької обласної державної адміністрації
1984 — нагороджено медаллю «Ветеран праці»
1985 — нагороджено нагрудним знаком «За відмінні успіхи в галузі вищої освіти СРСР»
2001, 2002 — нагороджено Почесними грамотами Вінницької обласної державної адміністрації
2008 — присвоєно почесне звання «Заслужений діяч науки і техніки України»
2013 — нагороджено Почесною грамотою Кабінету Міністрів України

## Наукова, педагогічна та навчально-методична робота
Наукова робота професора Осадчука В. С. проводиться за напрямком досліджень фізичних процесів та явищ у напівпровідниках та напівпровідникових приладах у широкому діапазоні частот та розроблення на основі цих явищ нового класу мікро- та наноелектронних приладів. Результатом наукової та педагогічної діяльності Осадчука В. С. є більш ніж 800 публікацій, серед них: 18 монографій і 12 навчальних посібників, 310 авторських свідоцтв, патентів України і Російської Федерації.
Володимир Степанович започаткував новий науковий напрям по розробці мікроелектронних сенсорів з частотним вихідним сигналом на основі реактивних властивостей напівпровідникових приладів з від'ємним опором. Матеріали цих досліджень опубліковані у 15 монографіях, що вийшли у світ в останні роки. Розроблені прилади демонструвались на міжнародних виставках України, Угорщини, Німеччини, Румунії, Польщі, Китаю, Індії, В'єтнам у, Сербії, на яких отримали медалі та схвальні відгуки.
2006 р. — отримав Гран-прі на Всесвітній виставці винаходів, організованій Всесвітньою організацією винахідників (IFIA) (Будапешт)
2007 р. — нагороджений двома золотими медалями на Всесвітній виставці винаходів (Белград)
2007 р. — нагороджений золотою медаллю Міністерства освіти і науки Російської Федерації
2011 р. на виставці винаходів IFIA у м. Севастополі під час роботи VII Міжнародного салону винаходів та нових технологій Володимир Степанович разом зі своїм сином Олександром Володимировичем (теж доктором технічних наук, професором) отримав Гран-Прі — спеціальний приз Інституту інтелектуальної власності України.
Результати наукових досліджень колективу під керівництвом професора Осадчука В. С. впроваджені в розробки спеціальної техніки. Наразі успішно працює наукова школа Володимира Степановича. Осадчук В. С. підготував 5 докторів та 25 кандидатів технічних наук.
Професор Осадчук — член редколегії науково-технічних журналів ВПІ [Архівовано 25 жовтня 2019 у Wayback Machine.], Інформаційні технології та комп'ютерна інженерія [Архівовано 27 січня 2020 у Wayback Machine.] (м. Вінниця), «Електроніка і електротехніка» (м. Каунас, Литва), заступник головного редактора журналу Оптико-електронні інформаційно-енергетичні технології [Архівовано 25 жовтня 2019 у Wayback Machine.] (м. Вінниця)

## Монографії
1. Генератори електричних коливань на основі транзисторних структур з від'ємним опором : монографія / В. С. Осадчук, О. В.  Осадчук, А. О. Семенов ; ВНТУ.  — Вінниця : ВНТУ, 2009.  — 184 с.
2. Индуктивный эффект в полупроводниковых приборах : монография / В. С. Осадчук.  — Киев : Вища школа, 1987.  — 155 с.
3. Мікроелектронні сенсори магнітного поля з частотним виходом : монографія / В. С. Осадчук, О. В. Осадчук ; ВНТУ.  — Вінниця : ВНТУ, 2013.  — 264 с. [Архівовано 21 серпня 2019 у Wayback Machine.]
4. Мікроелектронні сенсори температури з частотним виходом : монографія / В. С. Осадчук, О. В. Осадчук, Н. С. Кравчук ; ВНТУ. — Вінниця : УНІВЕРСУМ-Вінниця, 2007.  — 163 с. [Архівовано 26 березня 2013 у Wayback Machine.]
5. Микроэлектронные сорбционные сенсоры влажности : монография / В. С. Осадчук, А. В. Осадчук, Л. В. Крылик, М. В. Евсеева // Перспективные достижения современных ученых: техника и технологии. — Одесса : КУПРИЕНКО СВ, 2017. — Глава 4.  — С. 93-111 [Архівовано 8 лютого 2021 у Wayback Machine.].
6. Радіовимірювальні мікроелектронні перетворювачі витрат газу з частотним виходом : монографія / В. С. Осадчук, О. В. Осадчук, Ю. А. Ющенко ; ВНТУ.  — Вінниця : ВНТУ, 2012.  — 140 с. — ISBN 978-966-641-492-5. [Архівовано 22 серпня 2019 у Wayback Machine.]
7. Радіовимірювальні мікроелектронні перетворювачі потужності оптичного випромінювання з частотним виходом : монографія / В. С. Осадчук, О. В. Осадчук, О. М. Жагловська ; ВНТУ.  — Вінниця : ВНТУ, 2016.  — 168 с.  — ISBN 978-966-641-652-3. [Архівовано 22 серпня 2019 у Wayback Machine.]
8. Радіовимірювальні оптичні перетворювачі для мікроелектронної технології : монографія / В. С. Осадчук, О. В. Осадчук, О. О. Селецька ; ВНТУ. — Вінниця : ВНТУ, 2013. — 160 с.  — ISBN 978-966-641-506-9. [Архівовано 22 серпня 2019 у Wayback Machine.]
9. Радіовимірювальні перетворювачі вологості на основі МДН-структур : монографія / В. С. Осадчук, О. В. Осадчук, А. Ю. Савицький ; ВНТУ. — Вінниця : ВНТУ, 2016. — 152 с. — ISBN 978-966-641-649-3. [Архівовано 22 серпня 2019 у Wayback Machine.]
10. Радіовимірювальні перетворювачі для визначення товщини плівок на основі пристроїв з від'ємним опором : монографія / В. С. Осадчук, О. В. Осадчук, Р. В.  Криночкін ; ВНТУ.  — Вінниця : ВНТУ, 2013. — 136 с. — ISBN 978-966-641-550-6.
11. Радіовимірювальні перетворювачі на основі транзисторних структур з від'ємним опором для неруйнівного теплового контролю : монографія / В. С. Осадчук, О. В. Осадчук, С. В. Барабан ; ВНТУ.  — Вінниця : ВНТУ, 2015.  — 212 с. — ISBN 978-966-641-599-1.
12. Реактивні властивості транзисторів і транзисторних схем : монографія / В. С. Осадчук, О. В. Осадчук. — Вінниця : УНІВЕРСУМ-Вінниця, 1999.  — 275 с.
13. Сенсори вологості : монографія / В. С. Осадчук, О. В. Осадчук, Л. В. Крилик ; МОН України.  — Вінниця : УНІВЕРСУМ-Вінниця, 2003. — 208 с. : іл. — ISBN 966-641-055-9.
14. Сенсори газу : монографія / В. С. Осадчук, О. В. Осадчук, М. О. Прокопова ; ВНТУ.  — Вінниця : УНІВЕРСУМ-Вінниця, 2008.  — 167 с. — ISBN 978-966-641-278-5.
15. Сенсори газу [Електронний ресурс] : монографія / В. С. Осадчук, О. В. Осадчук, М. О. Прокопова ; ВНТУ. — Електронні текстові дані.  — Вінниця : УНІВЕРСУМ-Вінниця, 2008.  — Локальна мережа НТБ ВНТУ.
16. Сенсори тиску і магнітного поля : монографія / В. С. Осадчук, О. В. Осадчук ; МОН України. — Вінниця : УНІВЕРСУМ-Вінниця, 2005.  — 207 с.  — ISBN 966-641-121-0.
17. Температурні та оптичні мікроелектронні частотні перетворювачі : монографія / В. С. Осадчук, О. В. Осадчук, В. Г. Вербицький ; МО і науки України, ВДТУ. — Вінниця : УНІВЕРСУМ-Вінниця, 2001.  — 195 с.
18. Температурні та оптичні мікроелектронні частотні перетворювачі [Електронний ресурс] : монографія / В. С. Осадчук, О. В. Осадчук, В. Г. Вербицький ; МО і науки України, ВДТУ.  — Електронні текстові дані. — Вінниця : УНІВЕРСУМ-Вінниця, 2001.  — Локальна мережа НТБ ВНТУ.
19. Функціональні вузли радіовимірювальних приладів на основі реактивних властивостей транзисторних структур з від'ємним опором : монографія / В. С. Осадчук, О. В. Осадчук, А. О. Семенов, К. О. Коваль ; ВНТУ. — Вінниця : ВНТУ, 2011.  — 336 с. [Архівовано 22 серпня 2019 у Wayback Machine.]
20. Частотні перетворювачі для контролю вологості нафтопродуктів : монографія / В. С. Осадчук, О. В. Осадчук, О. С. Звягін ; ВНТУ. — Вінниця : ВНТУ, 2014. — 152 с.  — ISBN 978-966-641-565-6. [Архівовано 17 жовтня 2019 у Wayback Machine.]